# 13316 Llano
13316 Llano este o planetă minoră (asteroid), cu un diametru de 2,946 km, din centura de asteroizi. A fost descoperită pe 14 septembrie 1998 la Experimental Test Site⁠(d) de Lincoln Near-Earth Asteroid Research. 
Obiectul prezintă o orbită caracterizată de o semiaxă mare de 2,2478945 UAi, o excentricitate de 0,08, o înclinație de 1,86386 ° în raport cu ecliptica.